# Moses ter Borch
Moses ter Borch (Zwolle, 1645. június 19. – Harwich, 1667. július 12.) holland festő; munkái többnyire rajzok.

## Élete
Moses ter Borch Zwolle városában született, idősebb Gerard ter Borch gyermekeként. Testvérei szintén művészek voltak,Gerard Terborch és Gesina ter Borch. A festészetet és rajzot családjától tanulta.
Az 1665 és 1667 közötti második angol–holland háborúban vesztette életét. Az angliai Harwich településen hunyt el 1690-ben, s itt temették el.

## Galéria

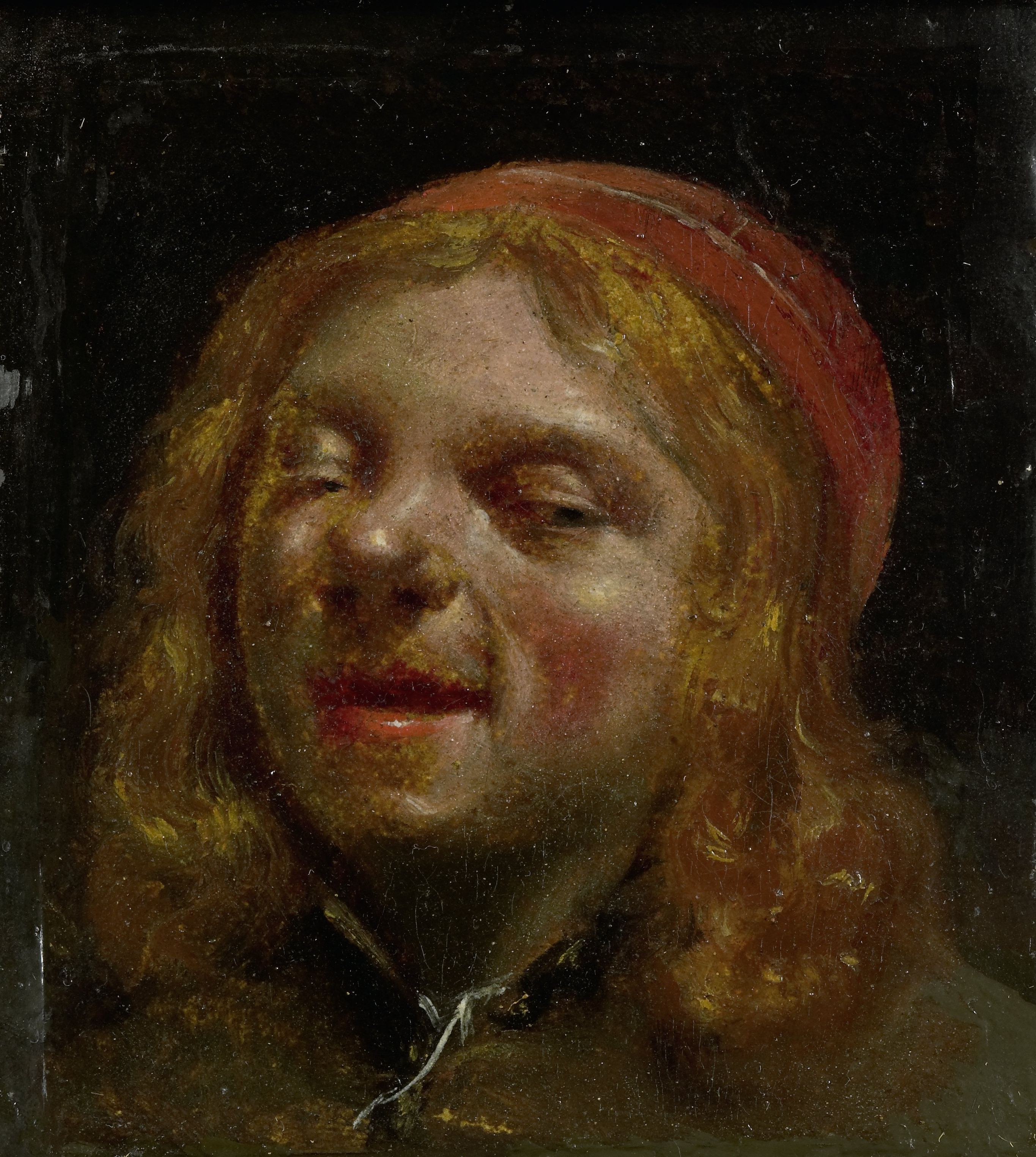
Önportré / Jan Fabus portréja, ca. 1661
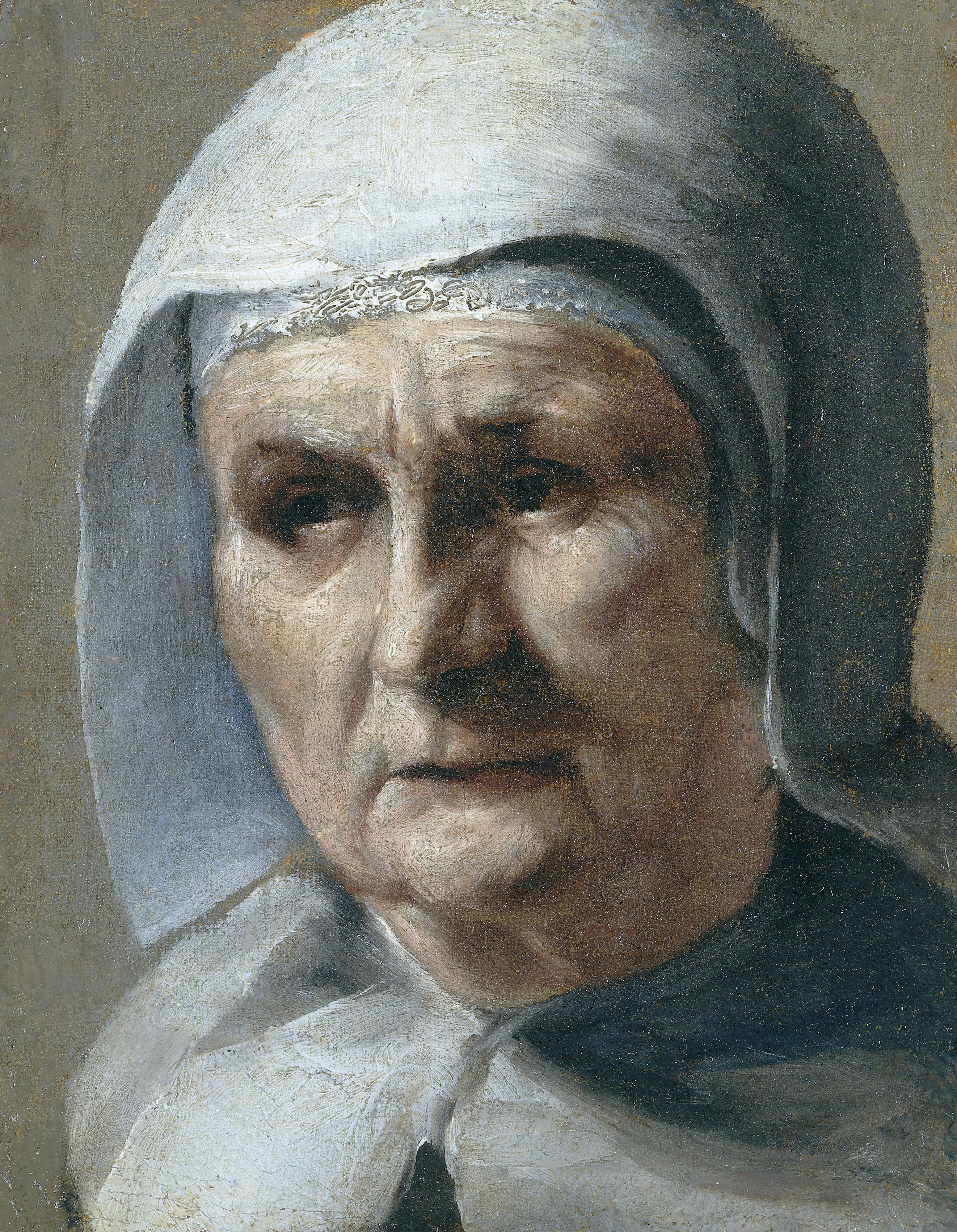
Idős nő, 1655 / 1667
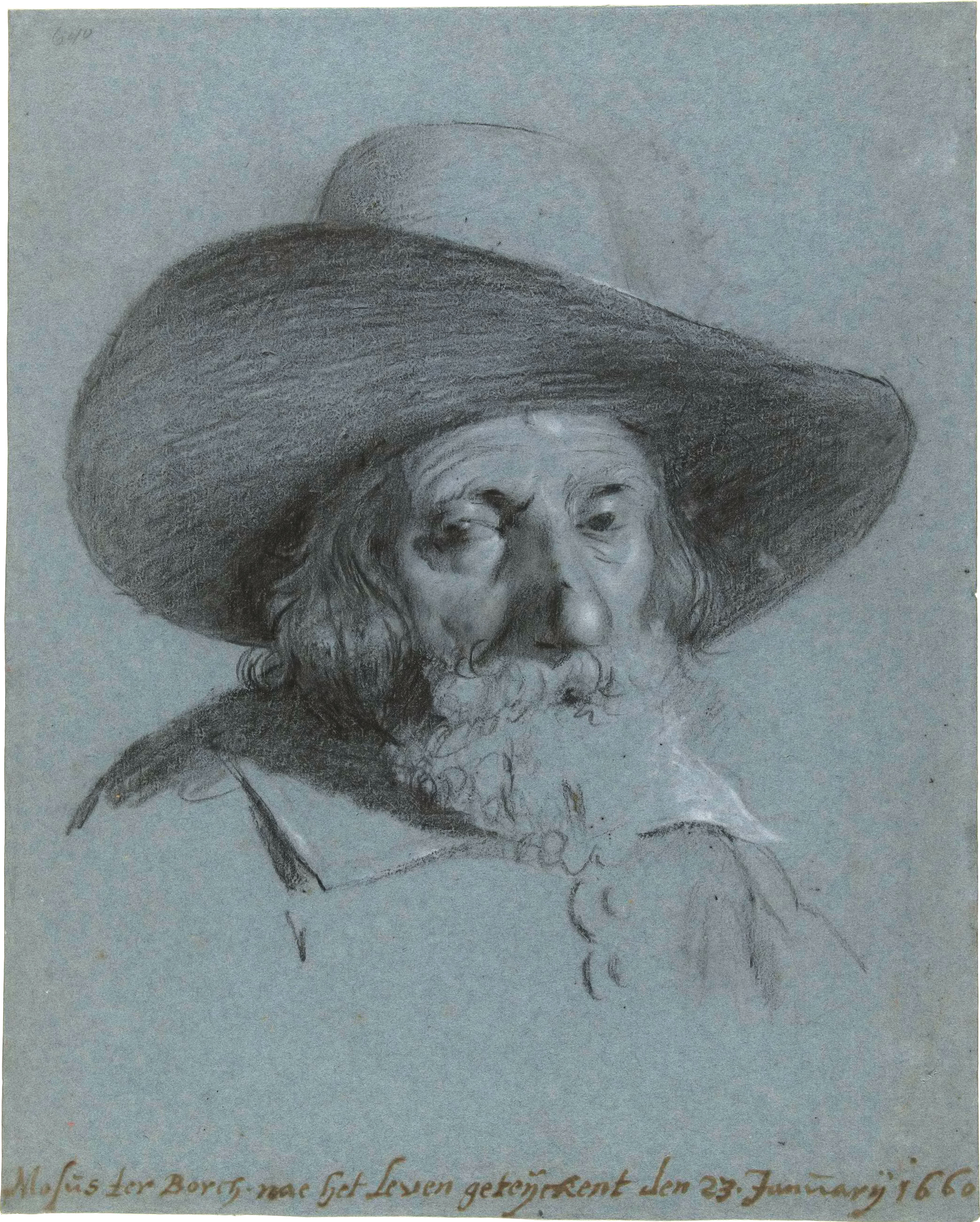
Idősebb Gerard ter Borch portréja (portré apjáról), 1660
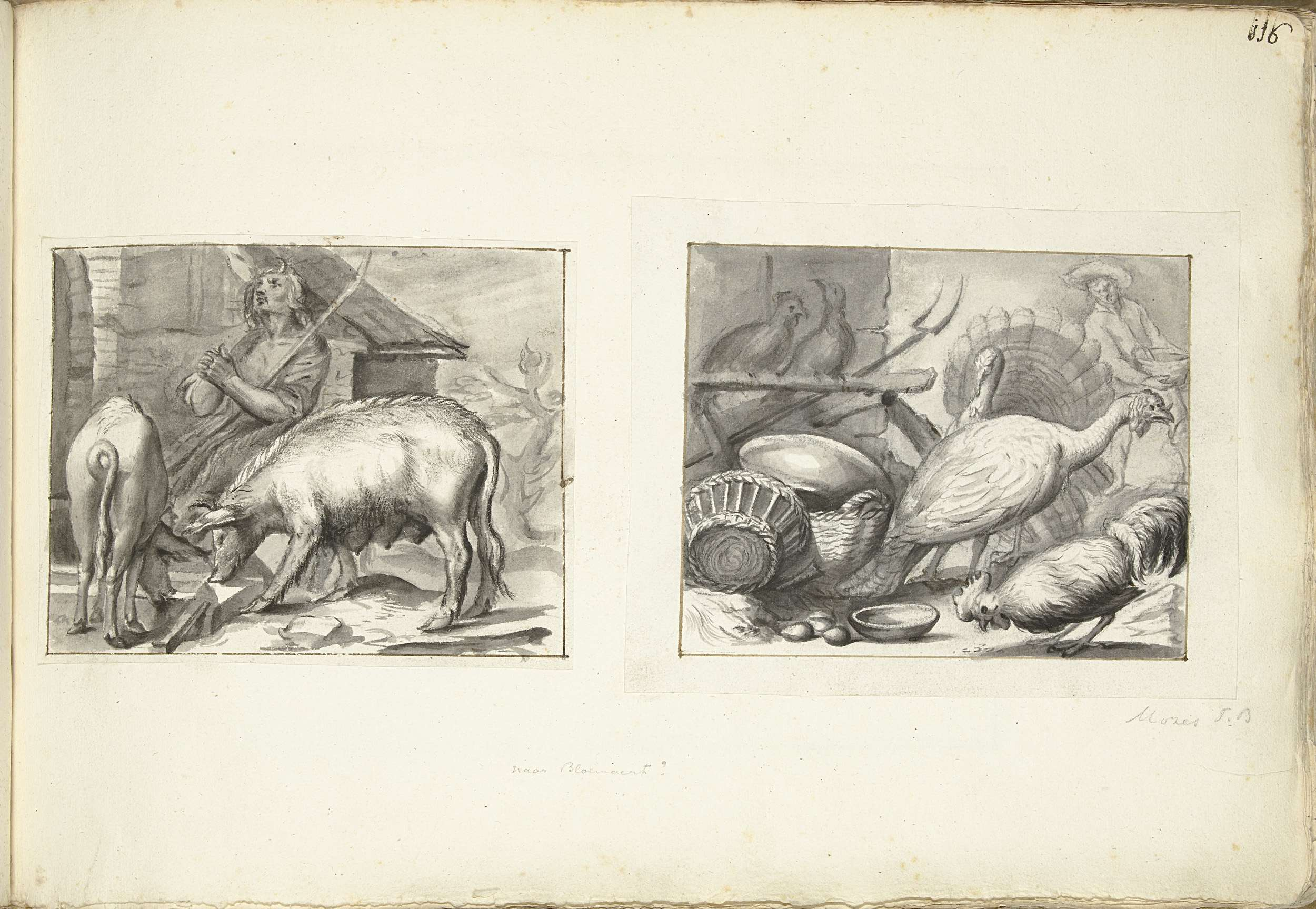
Tékozló fiú és tanyasi baromfiudvar, c. 1661

## Fordítás
- Ez a szócikk részben vagy egészben  a   Moses ter Borch című angol Wikipédia-szócikk ezen változatának fordításán alapul.  Az eredeti cikk szerkesztőit annak laptörténete sorolja fel. Ez a jelzés csupán a megfogalmazás eredetét és a szerzői jogokat jelzi, nem szolgál a cikkben szereplő információk forrásmegjelöléseként.